# Dicranomyia biluteola
Dicranomyia biluteola är en tvåvingeart som först beskrevs av Alexander 1950.  Dicranomyia biluteola ingår i släktet Dicranomyia och familjen småharkrankar. Inga underarter finns listade i Catalogue of Life.